# Wynne F. Clouse

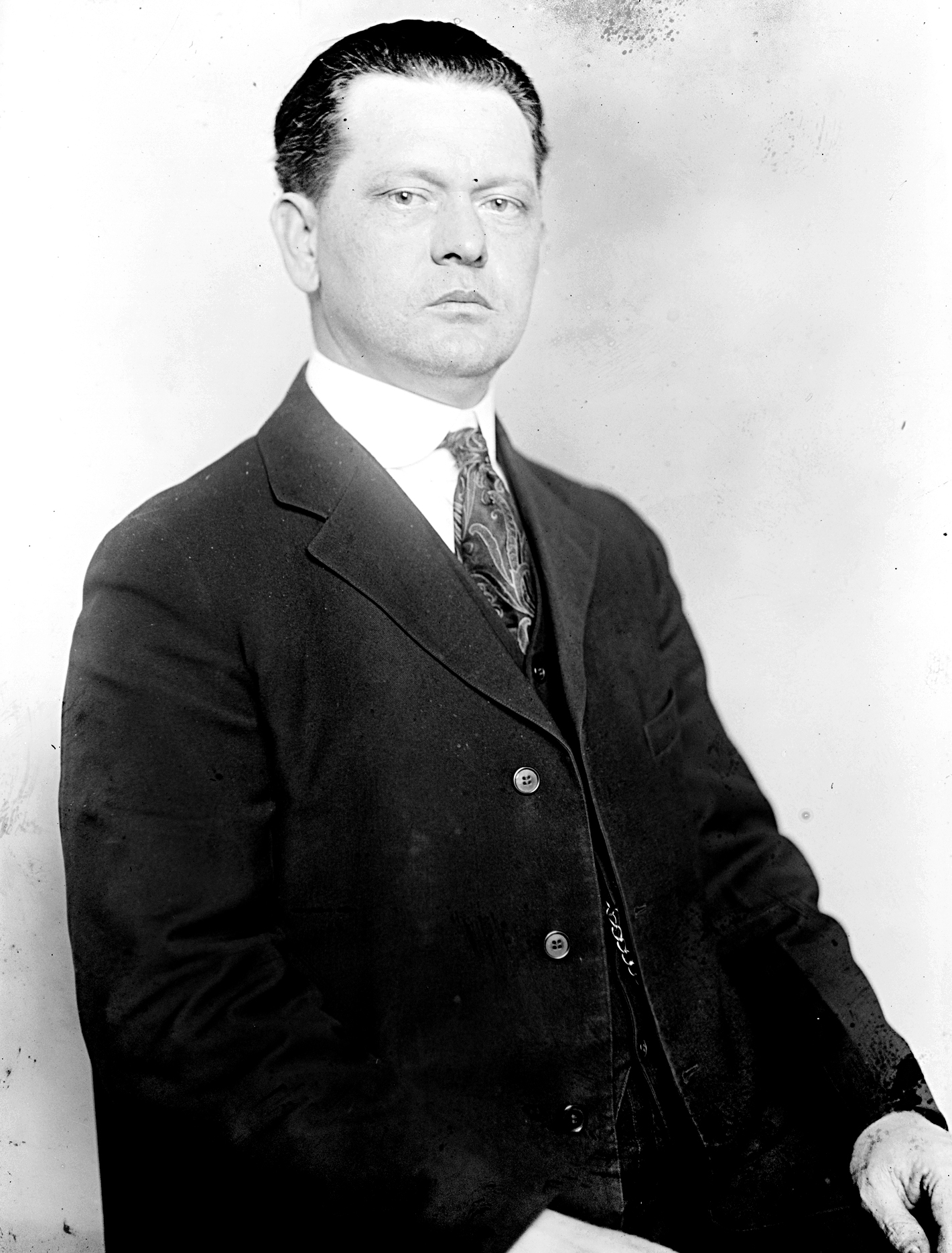
Wynne F. Clouse

Wynne F. Clouse (* 29. August 1883 bei Cookeville, Putnam County, Tennessee; † 19. Februar 1944 in Franklin, Tennessee) war ein US-amerikanischer Politiker. Zwischen 1921 und 1923 vertrat er den Bundesstaat Tennessee im US-Repräsentantenhaus.

## Werdegang
Wynne Clouse besuchte die öffentlichen Schulen seiner Heimat und die Cleveland Hill Academy in Pleasant Hill, die er im Jahr 1898 absolvierte. Nach einem anschließenden Jurastudium an der Cumberland University in Lebanon und seiner im Jahr 1911 erfolgten Zulassung als Rechtsanwalt begann er in Cookeville in seinem neuen Beruf zu arbeiten.
Politisch war Clouse Mitglied der Republikanischen Partei. In den Jahren 1916 und 1924 war er Delegierter zu deren Republican National Conventions. Bei den Kongresswahlen des Jahres 1920 wurde er im vierten Wahlbezirk von Tennessee in das US-Repräsentantenhaus in Washington, D.C. gewählt, wo er am 4. März 1921 die Nachfolge von Cordell Hull (1871–1955) antrat. Zwischen 1871 und 1995 war er der einzige Republikaner, der diesen Distrikt im Kongress vertrat. Da er im Jahr 1922 seinem Vorgänger Cordell Hull von der Demokratischen Partei unterlag, konnte er dort bis zum 3. März 1923 nur eine Legislaturperiode absolvieren.
Nach seinem Ausscheiden aus dem US-Repräsentantenhaus arbeitete Wynne Clouse zunächst als Rechtsanwalt in Nashville und danach für die Tennessee Central Railroad. Im Jahr 1924 war er beim US-Justizministerium angestellt. Anschließend fungierte er bis 1940 als staatlicher Konkursverwalter im Bereich der Stadt Nashville. Wynne Clouse starb am 19. Februar 1944 in Franklin, wo er auch beigesetzt wurde.